# ナカイサヤカ
ナカイ サヤカ（1959年9月7日 - ）は、日本の翻訳者、ライター。ASIOS（超常現象の懐疑的調査のための会）運営委員、サイエンスカフェスタイルの勉強集会「えるかふぇ」主催。科学的視点から超常現象、疑似科学、陰謀論などを検証する著作を執筆している。
訳書に『反ワクチン運動の真実：死に至る選択』『代替医療の光と影』（ポール・オフィット:著）『陰謀論からの救出法：大切な人が「ウサギ穴」にはまったら』（ミック・ウェスト:著）、共著に『増補版 陰謀論はどこまで真実か』『科学リテラシーを磨くための7つの話』『謎解き古代文明』、絵本に『エリザベスと奇跡の犬ライリー』などがある。

## 経歴
1959年、兵庫県生まれ。中学高校時代をニューヨーク市で過ごした。筑波大学人文学類を卒業後、慶應大学大学院文学研究科に進学し修士課程を修了、文学修士（民族・考古学専攻）。専門は近世都市考古学。大学時代は北海道での発掘調査や各地の古墳調査に参加し、大学院ではベトナムの新石器文化についての論文を執筆した。その後、江戸の町の発掘調査に携わった。
結婚後、翻訳の仕事を始め、歴史博物館関係の翻訳を皮切りにし、絵本翻訳者として出版翻訳を開始した。ノンフィクション絵本、伝記、医学ノンフィクションなどの翻訳を手がけるようになった。ビジネス英語の翻訳や通訳の仕事もしていた。2012年に脳卒中で倒れ、半身麻痺の状態となったが、その後もリサーチ力を活かし、書籍翻訳を中心に活動を継続している。

## 活動

### 超常現象研究に関する活動
ASIOS（超常現象の懐疑的調査のための会）の運営委員として活動し、「謎解き」シリーズなどに参加している。『週刊現代』では2012年の特集記事「『超常現象』を検証する」に協力し、「海外の遺跡に詳しい翻訳家で超常現象研究家」と紹介された。

### 反ワクチン運動・陰謀論研究に関する活動
『反ワクチン運動の真実：死に至る選択』の翻訳者として知られており、反ワクチン運動の歴史や陰謀論に詳しい。投稿サイト（note）では、元ワクチン反対派だった米国の母親のインタビューを翻訳して紹介するなど、当事者の体験談を通じた情報発信も行っている。毎日新聞の2021年7月のインタビューや著書では、「自然派育児グループや代替医療、マルチ商法などが反ワクチン運動の温床になっている」と分析している。また、反ワクチン主義と陰謀論（Qアノンなど）が結びつく理由として、両者のコミュニティー型の特性や、社会運動・消費者運動と合体したことで「世直しの実力行使は正義」という論理が生まれた点を分析している。2022年の共著『科学リテラシーを磨くための7つの話』や2024年の訳書『陰謀論からの救出法 大切な人が「ウサギ穴」にはまったら』では、家族や友人が陰謀論に傾倒した場合の対応法も解説した。
代替医療・健康食品については、『代替医療の光と闇』の翻訳者として、「詐欺まがいの主張も内包したまま大きなビジネスへと成長」した業界の問題や、「ナチュラルでオーガニックなものは安全」という消費者の無批判な思い込みに警鐘を鳴らしている。
反ワクチン運動や陰謀論についての講演やイベントに多数登壇しており、2018年11月には「ここが変だよ『反ワクチン』徹底分析!」というイベントに、医師らとともに出演した。2024年9月には『陰謀論からの救出法：大切な人が「ウサギ穴」にはまったら』の出版記念イベントが開催され、ジャーナリストの鈴木エイトと対談を行った。また、陰謀論や悪徳商法などを調査するライターの雨宮純とも複数のイベントを開催している。

### 勉強会の開催
2012年から、サイエンスカフェスタイルの情報リテラシー勉強会「えるかふぇ」を企画開催し、食品添加物、栄養、ワクチンなど幅広いテーマの専門家を招いている。また、「ふくしまの話を聞こう」というふくしま応援勉強会も主催している。

### 母子感染症啓発に関する活動
トーチの会（先天性トキソプラズマ症と先天性サイトメガロウイルス感染症の患者会）のメンバーから依頼を受け、サイトメガロウイルス感染症による障害を持つエリザベスと介助犬ライリーの実話『エリザベスと奇跡の犬ライリー』の翻訳出版をサウザンブックス社で実現させた。また、この本の絵本化プロジェクトでは、リサ・ソーンダースの原作『Anything But a Dog!』をベースに文章部分を執筆した。

## 著書

### 共著
- 『古代史15の新説：15人の著者による最新研究の成果に迫る』宝島社、2016年12月
- 『科学リテラシーを磨くための7つの話：新型コロナからがん、放射線まで（担当範囲「新型コロナワクチンめぐるニセ科学・陰謀論」）』あけび書房、2022年3月、一ノ瀬正樹, 児玉一八 ,小波秀雄 ,髙野徹 ,高橋久仁子 ,ナカイサヤカ ,名取宏
- 『おとうさんとぼくのてつどうしゃしんえほん』創造系旅行社、2024年6月、にしむらまさたか:写真, ナカイサヤカ:著

『ASIOS』の本
- 『検証 大震災の予言・陰謀論（担当範囲「玄米や味噌、乳酸菌が放射能除去に有効?」「海外”震災文化人”列伝」）』彩図社、2011年11月
- 『謎解き超科学（担当範囲「『オーリングテスト』とはなにか?」「『ID論』とはなにか?」「千島学説は信用できるか?」）』彩図社、2013年10月
→文庫化。『解明! ニセ科学の正体』 彩図社、2025年1月
- 『謎解き古代文明DX（担当範囲「ナスカの地上絵の謎」「謎の鉄塊『ロンドン遺物』」など9本）』彩図社、2014年2月
- 『「新」怪奇現象41の真相（担当範囲「死の連鎖が続く『アイスマンの呪い』」）』彩図社、2015年12月
- 『謎解き超常現象Ⅱ（担当範囲「サースクの死の椅子」「北西航路の伝説『オクタビウス号』」「呪われたホープダイアモンド」「腸チフスのメアリ」）』彩図社、2017年3月
- 『UMA事件クロニクル（担当範囲「博物館が買ったねつ造UMA コッホのシーサーペント」「エイリアン・ビッグ・キャット」）』彩図社、2018年7月
- 『昭和・平成オカルト研究読本（担当範囲「水子供養ブームを考える」）』サイゾー、2019年7月
- 『超能力事件クロニクル（担当範囲「ルドルフ・シュタイナー」「エドガー・ケイシー」「L・ロン・ハバード」「クリーブ・バクスター」「関英男」）』、2020年10月
- 『増補版 陰謀論はどこまで真実か（担当範囲「Qアノンこそ正しい情報で、トランプは救世主」「ダイアナ妃はイギリス王室に謀殺された」）』文芸社、2021年7月15日[35]

### 翻訳
科学・医学関連
- 『超常現象を科学にした男：J.B.ラインの挑戦』紀伊國屋書店、2011年7月、ステイシー・ホーン、石川幹人:監修
- 『代替医療の光と闇：魔法を信じるかい?』地人書館、2015年9月、ポール・オフィット:著[6]
- 『反ワクチン運動の真実：死に至る選択』地人書館、2018年、ポール・オフィット:著、「訳者あとがき」
- 『さらば健康食神話：フードファディズムの罠』地人書館、2020年5月、アラン・レヴィノヴィッツ:著
- 『陰謀論からの救出法：大切な人が「ウサギ穴」にはまったら』あけび書房、2024年9月、ミック・ウェスト:著、「日本版への序」「訳者あとがき」

児童書・絵本・その他
- 『ティラノサウルス・レックス：ポップアップ恐竜図鑑』文渓堂、2007年4月、ジョン・シビック:著
- 『探し絵ツアー』シリーズ全10冊、文溪堂、2008-2013年
- 『世界地図』文溪堂、2013年4月、ルース・ブロックルハースト:著,リンダ・エドワーズ:絵
- 『世界恐怖図鑑』全4冊、文溪堂、2015-2017年
- 『謎解きパズルヒーローズ』シリーズ全3冊、文渓堂、2016年
- 『エリザベスと奇跡の犬ライリー：サイトメガロウイルスによる母子感染症について知って欲しいこと』サウザンブック社、2017年1月、リサ・ソーンダース:著
- 『もふもふライリーとちいさなエリザベス』サウザンブックス社、2021年11月、リサ・ソーンダース:著
- 『イラストで見る UFOの歴史』マール社、2022年6月、アダム・オールサッチ・ボードマン:著
- 『イラストで見る ゴーストの歴史』マール社、2023年6月、アダム・オールサッチ・ボードマン:著[26][36]
- 『イラストで見る 都市伝説の歴史』マール社、2025年6月、アダム・オールサッチ・ボードマン:著

### 寄稿
- 雑誌『RikaTan（理科の探検）2016年4月号』 特集 ニセ科学を斬る!2016（担当範囲「反ワクチン運動の歴史とニセ科学性」）、SAMA企画[37]

ほか